# Nathaniel Atkinson
Nathaniel Caleb Atkinson (ur. 13 czerwca 1999 w Launceston) – australijski piłkarz występujący na pozycji obrońcy w szkockim klubie Heart of Midlothian oraz w reprezentacji Australii. Wychowanek Riverside Olympic, w trakcie swojej kariery grał także w Melbourne City.